# Gnamptoloma aria
Gnamptoloma aria là một loài bướm đêm trong họ Geometridae.